# نام حفظ‌شده
در شیمی، یک نام حفظ‌شده(به انگلیسی: Retained name) نامی برای یک ترکیب شیمیایی است که برای استفاده در سیستم نامگذاری شیمیایی (به عنوان مثال، نامگذاری آیوپاک) توصیه می‌شود، اما کاملاً سیستماتیک نیست. نام‌های حفظ شده اغلب برای بخش‌های بنیادی یک سیستم نامگذاری استفاده می‌شوند: تقریباً همه عناصر شیمیایی به جای اینکه به‌طور سیستماتیک نامگذاری شوند، نام خود را حفظ کرده‌اند، مانند چهار آلکان اول، بنزن و ساده‌ترین ترکیبات هتروسیکلی. آب و آمونیاک نمونه‌هایی از نام‌های حفظ شده هستند.
نام‌های حفظ‌شده ممکن است نیمه سیستماتیک یا کاملاً غیرعلمی باشند؛ یعنی ممکن است عناصر خاصی از نامگذاری سیستماتیک را داشته باشند یا اصلاً نداشته باشند. گلیسرول و استیک اسید نمونه‌هایی از نام‌های نیمه سیستماتیک حفظ‌شده هستند. فوران و آنیسول نمونه‌هایی از نام‌های غیرعلمی حفظ شده هستند.